# Бівер-Коув (Мен)
Бівер-Коув (англ. Beaver Cove) — місто (англ. town) в США, в окрузі Піскатаквіс штату Мен. Населення — 133 особи (2020).

## Демографія
Згідно з переписом 2010 року, у місті мешкало 122 особи в 61 домогосподарстві у складі 43 родин. Було 269 помешкань.
Расовий склад населення:
| - 99,2 % — білих |

До двох чи більше рас належало 0,8 %. Частка іспаномовних становила 2,5 % від усіх жителів.
За віковим діапазоном населення розподілялося таким чином: 12,3 % — особи молодші 18 років, 60,7 % — особи у віці 18—64 років, 27,0 % — особи у віці 65 років та старші. Медіана віку мешканця становила 58,8 року. На 100 осіб жіночої статі у місті припадало 103,3 чоловіки;  на 100 жінок у віці від 18 років та старших — 114,0 осіб також старших 18 років.
Цивільне працевлаштоване населення становило 44 особи. Основні галузі зайнятості: освіта, охорона здоров'я та соціальна допомога — 20,5 %, сільське господарство, лісництво, риболовля — 20,5 %, роздрібна торгівля — 18,2 %, публічна адміністрація — 18,2 %.